# Asociación de Museos Canadienses
La Asociación de Museos Canadienses (en inglés: Canadian Museums Association, CMA; en francés: Association des musées canadiens, AMC) es una organización nacional sin fines de lucro para la promoción de los museos del Canadá. Representa a los profesionales de los museos canadienses tanto en el Canadá como a nivel internacional. Como la mayoría de las asociaciones comerciales, su objetivo es mejorar el reconocimiento, el crecimiento y la estabilidad de sus miembros. Su personal apoya a sus casi 2.000 miembros con conferencias, publicaciones y oportunidades de establecer contactos.
Entre sus miembros figuran museos nacionales, museos sin fines de lucro, galerías de arte, centros científicos, acuarios, archivos, salones deportivos de renombre, centros de artistas, zoológicos y sitios históricos de todo el Canadá. Van desde grandes galerías metropolitanas hasta pequeños museos comunitarios. Todos ellos se dedican a preservar y presentar al público el patrimonio cultural del Canadá.

## Historia
En 1932, el presidente de la Asociación de Museos Británicos, Henry Miers, visitó los museos del Canadá y los encontró «en un estado deplorable y muy por detrás de los de los Estados Unidos y la mayoría de los países europeos». Según las notas que se dejaron posteriormente en los estatutos de la AMC, la intención había sido formar una Asociación en el decenio de 1930, pero se retrasó debido a la Segunda Guerra Mundial.
Después de la guerra, la idea de una Asociación comenzó a ganar más popularidad. En una carta de 1946 dirigida a Alice Johannsen Turham de los Museos de la Universidad McGill, Harry O. McCurry de la Galería Nacional del Canadá explicó:

Como saben, siempre he pensado que una Asociación de Museos Canadienses es esencial para el desarrollo adecuado de un servicio de museos canadienses y espero que ustedes sientan lo mismo. Me sorprendió escuchar a un destacado conservador, que pensó que no debíamos formar una asociación propia, sino vincularnos con los Estados Unidos. Estoy a favor de una cooperación muy cordial con la Asociación de Museos Americanos en todos los sentidos, pero necesitamos una organización propia para tratar los problemas que son particularmente canadienses.
Carta del Dr. H.O. McCurry a Mrs. Alice Johannsen Turham, 29 de noviembre, 1946.</ref>

Un pequeño grupo de representantes de 13 museos se reunió en la ciudad de Quebec, QC, durante la 42ª Reunión Anual de la Asociación Americana de Museos —ahora la Alianza Americana de Museos—. El Secretario de Estado le otorgó la Carta el 10 de septiembre de 1947.
Miembros fundadores y sus instituciones —en ese momento—:
- F.J. Alcock (Museos nacionales de Canadá)
- E.C. Cross (Museo Real de Ontario)
- R.E. Crouch (Museo London)
- Donald Crowdis (Museo Nova Scotia)
- J.R. Dymond (Royal Ontario Museum of Zoology)
- W.B. Hurd (McMaster University)
- Dr. T.F. McIlwraith (Royal Ontario Museum of Archaeology)
- Elsie M. Murray (Museo de Arqueología de Ontario, University of Western Ontario)
- H.O. McCurry (Galería Nacional de Canadá)
- Paul Rainville (Museo de la Provincia de Quebec)
- Dr. E.S. Moore (Royal Ontario Museum of Geology and Mineralogy)
- W.A. Squires (Museo de Nuevo Brunswick)
- Alice Johannsen Turnham (Museo Redpath de la Universidad McGill)

Además de los anteriores, estuvieron presentes en el acto fundacional ocho observadores más, a los que se reconoce como miembros fundadores —en contraposición a los delegados—.
La controversia de 1988 en torno a la exposición The Spirit Sings("El espíritu canta") en el Museo Glenbow dio lugar a la creación de un grupo de trabajo para evaluar y abordar las cuestiones de la participación indígena en los museos, el acceso a las colecciones de los museos y la interpretación de los artefactos y los restos humanos.
En 1992, la AMC, en asociación junto con la Asamblea de las Naciones Originarias, publicó el informe Turning The Page con recomendaciones sobre la repatriación de restos humanos y objetos sagrados a las comunidades indígenas.
En 2015, la AMC fue nombrada en los Calls to Action 67 y 68 de la Comisión de la Verdad y la Reconciliación para que asumiera funciones especiales en el proceso de reconciliación. 
- El Call to Action #67 establece: Pedimos al gobierno federal que proporcione financiación a la Asociación de Museos Canadienses para emprender, en colaboración con los pueblos aborígenes, una revisión nacional de las políticas y mejores prácticas de los museos para determinar el nivel de cumplimiento de la Declaración de las Naciones Unidas sobre los derechos de los pueblos indígenas y para hacer recomendaciones.[5]
- Call to Action #68 establece: Hacemos un llamamiento al gobierno federal, en colaboración con los pueblos aborígenes, y a la Asociación de Museos Canadienses para que conmemoren el 150.º aniversario de la Confederación Canadiense en 2017 estableciendo un programa nacional de financiación dedicado a proyectos de conmemoración sobre el tema de la reconciliación.[5]

A partir de 2016, la AMC está en proceso de poner en marcha un Consejo de Museos e Indígenas para abordar estas y otras cuestiones relativas a los canadienses indígenas.

## Misión
La AMC es una asociación sin fines de lucro constituida a nivel federal que promueve los servicios de los museos públicos del Canadá, fomenta el bienestar y una mejor administración de los museos y promueve una mejora continua de las calificaciones y prácticas de los profesionales de los museos[8].

### Estructura
La AMC está gobernada por una Junta Directiva elegida y mantiene una Secretaría de servicio completo en Ottawa.
Desde su fundación, la AMC ha tenido diez directores ejecutivos:
- Archie Key (1965-1967)
- N. George Shaw (1968-1969)
- S. James Gooding (acting)(1969)
- William Scott Bragg (1969-1971)
- Don Smithies (1971-1974)
- Archie Key (interim)(1974)
- Robin Inglis (1974-1979)
- Lynn Ogden (1979-1981)
- John McAvity (1981-2018)
- Vanda Vitali (2019 - presente)

## Servicios
La AMC publica su revista bimensual bilingüe Muse y ofrece a sus miembros servicios como la defensa de una política pública amplia, un programa de seguros y premios, entre otros. La Asociación aparece regularmente ante los comités parlamentarios en cuestiones de patrimonio. La AMC también celebra el Día de los Museos Canadienses en la Parlamento Hill para celebrar las contribuciones de los museos a la sociedad.
Desde 1996, la Asociación administra para el Departamento del Patrimonio Canadiense el programa Young Canada Works, que proporciona fondos para la contratación de estudiantes de verano y becarios en los museos a fin de que obtengan experiencia en el ámbito del patrimonio.
También ofrece cada año conferencias nacionales en diversos lugares del Canadá (Ottawa 2017 y Vancouver 2018), así como conferencias especializadas en cuestiones museísticas, como las exposiciones itinerantes de los museos, simposio sobre arte y derecho, conferencias sobre empresas museísticas, el simposio sobre el futuro del diseño de exposiciones, etc.